# Mercedes-Benz M142
La sigla Mercedes-Benz M142 (o Daimler-Benz M142) identifica una piccola famiglia di motore a scoppio prodotto tra il 1937 ed il 1942 dalla Casa tedesca Daimler-Benz per il suo marchio automobilistico Mercedes-Benz.

## Profilo e caratteristiche

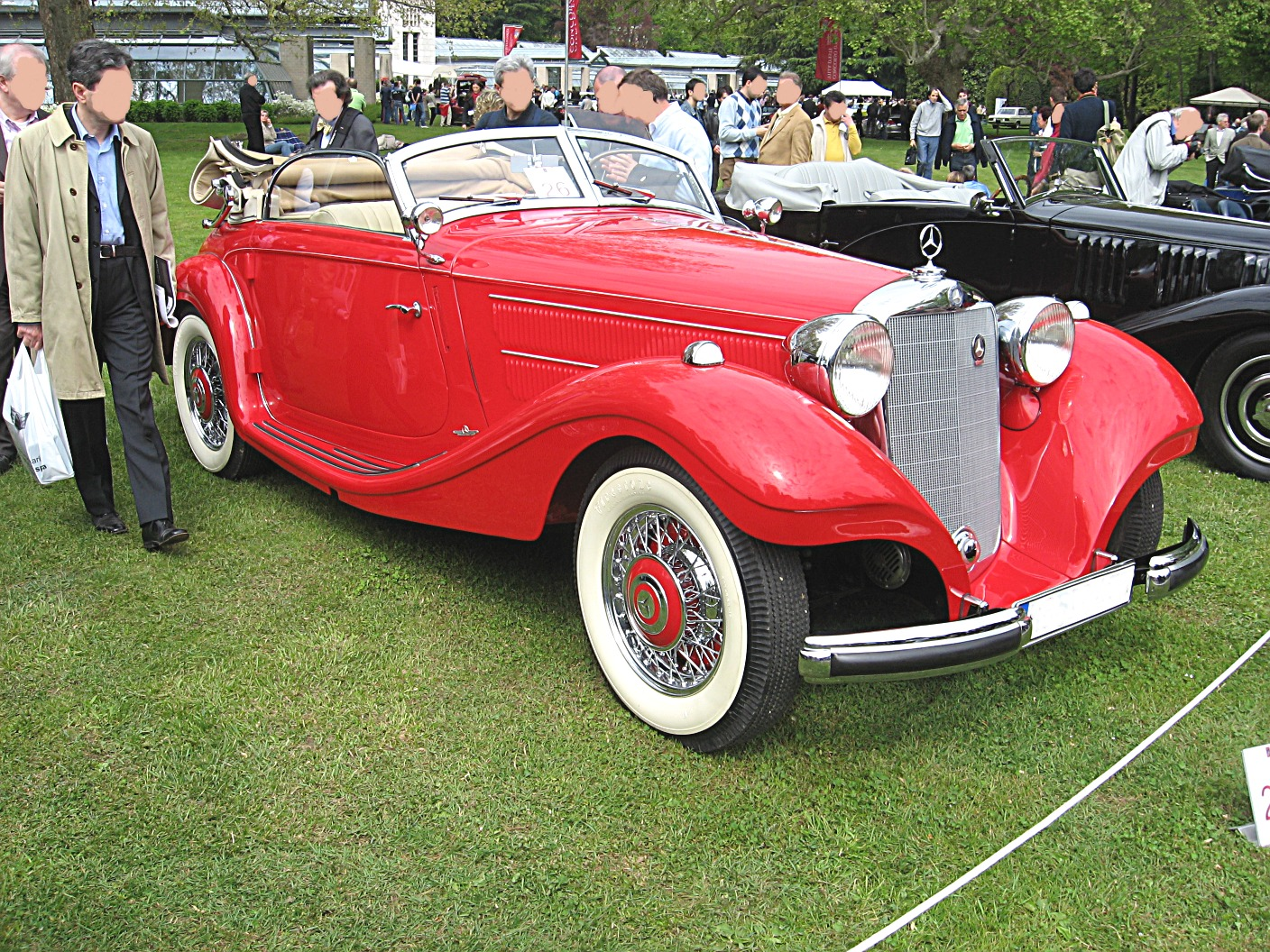
Una Mercedes-Benz 320 Cabriolet del 1937, esempio di applicazione di un motore M142 I

Questa piccola famiglia di motori comprende un 3,2 litri, che sostituisce il precedente M18 da 2.9 litri, ed un 3,4 litri, evoluzione del 3.2 giunta in un secondo momento. Sono quindi motori destinati come il precedente 2.9 a vetture di fascia alta, ma non solo: dato il delicatissimo periodo storico in cui questo motore viene introdotto e dato il regime di dittatura militare che imperava nella Germania nazista, il motore M142 è stato utilizzato anche su automezzi militari (Kübelwagen) e su autoambulanze derivate dalla normale produzione di serie.

Di seguito vengono illustrate le due versioni (3.2 e 3.4) che compongono questo piccolo gruppo di motori.

### M142 I
- architettura a 6 cilindri in linea;
- basamento e testata in ghisa;
- monoblocco di tipo sottoquadro;
- alesaggio e corsa: 82.5x100 mm;
- cilindrata: 3207 cm³;
- distribuzione a valvole laterali;
- rapporto di compressione: 5.6, 6.5 o 7.25:1 a seconda dei modelli;
- alimentazione con carburatore doppio corpo Solex 30JFF;
- potenza massima: 78 CV a 4000 giri/min;
- coppia massima: 218 Nm a 1700 giri/min;
- applicazioni:
  - Mercedes-Benz 320 (1937-38);
  - Mercedes-Benz 320 WK Wehrmachtskübelwagen (1937-39).

### M142 II
Questa sigla indica il 3.4 che nell'autunno del 1938 avrebbe sostituito il 3.2. La differenza sostanziale tra questo motore ed il precedente sta nell'alesaggio maggiorato, passato da 82.5 ad 85 mm, per una cilindrata complessiva di 3405 cc. Sostanzialmente invariate le prestazioni, eccezion fatta per una più marcata erogazione di coppia a regimi bassi.

Questo motore è stato montato sulla Mercedes-Benz 320 W142 IV (1938-42). Una versione leggermente più potente di questo motore (80 CV) ha trovato applicazione sul veicolo militare Mercedes-Benz 340 WK Wehrmachtskübelwagen (1939-40).